# قضاء شاربازير
شاربازير (بالكردية: قەزای شارباژێڕ)‏ قضاء من أقضية العراق، يقع في محافظة السليمانية.